# زهرة الأهوار الإكمانية
زهرة الأهوار الإكمانية (الاسم العلمي:Nymphoides ekmanii) هي نوع من النباتات تتبع جنس زهرة الأهوار من الفصيلة الإطريفلية.